# Лали
Лали — ударный музыкальный инструмент, щелевой барабан, известный в культуре Фиджи, Тонга, Самоа. Он выдалбливается из целого куска дерева, играют на инструменте с помощью специальных палочек. Звук барабана слышен на большом расстоянии.
Эти барабаны имеются во всех храмах, с их помощью обычно собирают людей на молитву в воскресенье, по другим важным поводам. На лали также аккомпанируют танцам.